# Musée zoologique de l'université de Tomsk
Le musée zoologique de l'université de Tomsk (Зоологический музей ТГУ) est un muséum consacré à la zoologie qui dépend de l'université d'État de Tomsk en Russie. Il a été fondé en 1887. Son directeur actuel est M. Sergueï Stepanovitch Moskvitine. L'adresse du musée est 36 rue Lénine, 634050 Tomsk, fédération de Russie.

## Historique et description

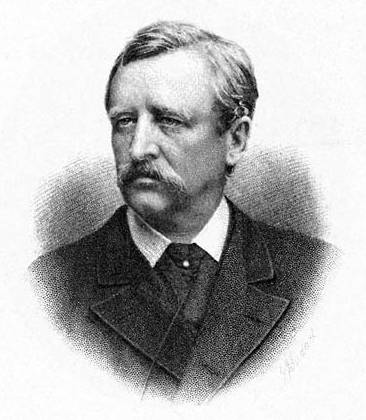
Portrait du baron Nordenskiöld

Le musée a été fondé en 1887, quelques mois avant l'inauguration officielle de l'université, autour de la collection d'animaux de l'océan Arctique rapportés par l'expédition à bord du navire le Vega de l'explorateur polaire, le baron Nordenskiöld (1832-1901). À la suite de cette expédition qui parcourut également le nord de l'océan Atlantique et de l'océan Pacifique, le baron fut gratifié de la distinction la plus élevée de la Société impériale géographique, la médaille d'or Constantin. Les premières collections sont également constituées d'oiseaux de Kouldja et des Sept-Rivières du gouverneur-général Guérassime Alexeïevitch Kolpakovski (1819-1896) et du don de la collection de papillons de Scandinavie et de la région de Saint-Pétersbourg, offerte par le mécène pétersbourgeois Sidorov.
En même temps, le professeur de zoologie Nikolaï Kachtchenko (1855-1935) commence à rassembler des spécimens de la faune sibérienne, en particulier de la région de Tomsk, débutant ainsi une collection d'animaux d'Asie parmi les plus riches de Russie. Aujourd'hui le musée possède une collection scientifique importante de spécimens de Sibérie occidentale, de l'Altaï, du Kazakhstan et de Mongolie, ainsi que de certains endroits de Sibérie orientale et d'Extrême-Orient russe. Au cours des années, le musée s'est enrichi d'animaux venant d'autres continents de la planète, avec en plus quelques exemplaires d'espèces rares, comme le kiwi, le sphénodon, le perroquet-hibou ou le tragopan satyre, etc.
Les travaux du musée sont particulièrement centrés autour de l'ornithologie et de la lépidoptérologie. Il s'efforce aussi depuis quelques années d'approfondir les domaines de l'herpétologie, de l'étude des amphibiens et des invertébrés. Dans le domaine de l'ornithologie, le musée étudie le phénomène des migrations grâce à un observatoire de l'environnement concernant certaines espèces, comme Parus major, Ficedula hypoleuca, Emberiza aureola, Sterna hirundo, etc. Le second axe d'étude majeur du musée consiste en l'enseignement de la biodiversité régionale auprès des étudiants et des chercheurs, sur le plan faunistique et aussi à propos de recherches concernant les espèces rares ou disparues. Le musée organise des travaux monographiques autour de l'étude d'espèces grégaires, comme Turdus pilaris, Hirundo rustica, etc. et des recherches sur l'homéostase de populations périphériques d'oiseaux et de papillons.

## Collections
Le musée, qui dispose de trois salles d'exposition et divers ateliers dans le bâtiment principal de l'université, possède environ 120 000 exemplaires dont :
– mammifères naturalisés : 7 500 spécimens ;
– oiseaux naturalisés : 17 000 spécimens ;
– collection ostéologique : 3 000 spécimens.
Le musée possède aussi des collections de reptiles, d'amphibiens, d'invertébrés, etc.

## Source
- (ru) Page officielle du musée zoologique